# Polnische Poolbillard-Meisterschaft 2006
Die polnische Poolbillard-Meisterschaft 2006 war die 15. Austragung der nationalen Meisterschaft in der Billardvariante Poolbillard. Sie fand vom 15. bis 19. Dezember 2006 in Kętrzyn statt. Gespielt wurden die Disziplinen 8-Ball, 9-Ball und 14/1 endlos.

## Medaillengewinner
| Disziplin            | Gold                                  | Silber                            | Bronze                                   | Bronze                                         |
| -------------------- | ------------------------------------- | --------------------------------- | ---------------------------------------- | ---------------------------------------------- |
| Herren – 8-Ball      | Mateusz Śniegocki (Hades Poznań)      | Mariusz Klimek (Ósemka Rzeszów)   | Radosław Babica (Contact Kielce)         | Dominik Zając (Bielsko-Biała)                  |
| Herren – 9-Ball      | Mateusz Śniegocki (Hades Poznań)      | Marek Derek (Wodny Park Warszawa) | Michał Kędzior (Pino Dębica)             | Adam Skoneczny (LD Tomaszów Mazowiecki)        |
| Herren – 14/1 endlos | Radosław Babica (Contact Kielce)      | Tomasz Kapłan (Ósemka Rzeszów)    | Karol Skowerski (Contact Kielce)         | Adam Ewald (Trefl Sopot)                       |
| Damen – 8-Ball       | Karolina Stawarz (Ósemka Rzeszów)     | Agata Sokołowska (Contact Kielce) | Magdalena Tatarkiewicz (Mario Mikołów)   | Michalina Kryszak (UKS Łabiszynianka Łabiszyn) |
| Damen – 9-Ball       | Katarzyna Wesołowska (Contact Kielce) | Ewa Grzyb (IKS Tarnów)            | Karolina Stawarz (Ósemka Rzeszów)        | Izabela Łącka (Falcon Sosnowiec)               |
| Damen – 14/1 endlos  | Karolina Stawarz (Ósemka Rzeszów)     | Ewa Grzyb (IKS Tarnów)            | Magdalena Babica (Zakręcona Bila Poznań) | Agata Sokołowska (Contact Kielce)              |